# Molens van Deinze

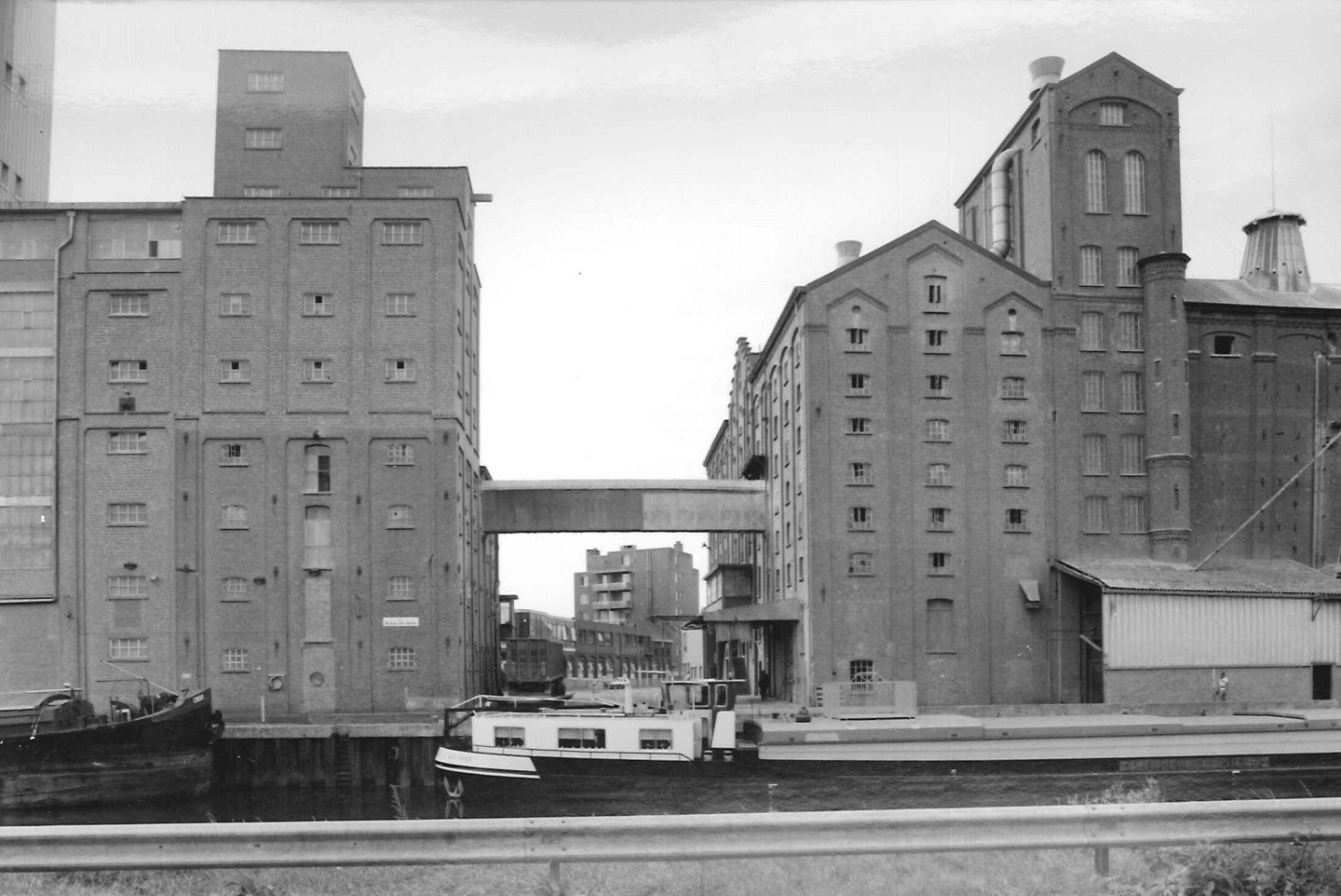
Molens van Deinze

De Molens van Deinze zijn een meelfabriek in de Oost-Vlaamse stad Deinze, gelegen aan Tolpoortstraat 40.

## Geschiedenis meelfabriek
De fabriek werd opgericht in 1875 als vermicellifabriek door De Volder en Timmermans. In 1883 werd de fabriek gesplitst. De Volder begon een fabriek in Petegem-aan-de-Leie onder de naam: Les Moulins des Flandres. De fabriek te Deinze kreeg in 1884 al een stoommachine, maar brandde uit in 1890. In 1892 startte de fabriek weer op als: Molens van Deinze en deze kwam onder leiding van de familie Van Kan. In 1924 werd de fabriek te Petegem opgekocht. In Deinze werd bloem geproduceerd, en in Petegem werd veevoeder bereid. Er kwam toen elektrische aandrijfkracht. Ook in de jaren '60 van de 20e eeuw vond een ingrijpende vernieuwing plaats.
In 2020 werd de fabriek te Deinze gesloten, omdat er problemen ontstonden met de milieuvergunning door de ligging in een woonwijk, de moeilijke bereikbaarheid per schip in de oude Leie-arm, en de verouderde fabriek.
Het betreft een complex van enkele grote gebouwen, gelegen aan de voormalige loop van de Leie. Veel gebouwen zijn van 1892, waaronder een bakstenen fabrieksgebouw van zes bouwlagen, ook een aantal hoge silo's en een hoge loopbrug die twee fabrieksgebouwen met elkaar verbindt.

## Bedrijf
Het geheel kwam onder leiding van de familie Dossche. De naam veranderde via Molens van Deinze en Antwerpen in Dossche Mills.
Het bedrijf produceert nog altijd bakkerijgrondstoffen en het hoofdkantoor staat in Deinze. Het zwaartepunt van de Belgische activiteiten ligt in Antwerpen. In Deinze is Flinn (Flour Innovations) actief, hier krijgt bloem een hittebehandeling voor specifieke toepassingen, anders dan traditionele maalderijbloem. De maalderij van Dossche Mills in Bossuit ligt vlak bij de grens en levert ook aan klanten in Noord-Frankrijk.
In 2018 werd ook het Rotterdamse concern Meneba overgenomen. De combinatie had een jaaromzet van zo'n € 350 miljoen. De 500 medewerkers verwerken ruim 1,2 miljoen ton tarwe per jaar. De Meneba fabriek Krijger Molenaars in Renesse werd in 2018 gesloten. De vestiging Dossche Mills Rotterdam is een van de grootste maalderijen in Europa en de ligging in de haven van Rotterdam maakt overzeese export mogelijk. Eind 2022 heeft Dossche Mills de Waddenmolen overgenomen, deze ligt in de provincie Groningen.
Het aantal medewerkers in de diverse vestigingen bedraagt 350 (stand 2023) en op jaarbasis kan 1 miljoen ton graan worden verwerkt.